# San Agustin (Isabela)
San Agustin is een gemeente in de Filipijnse provincie Isabela in het noordoosten van het eiland Luzon. Bij de laatste census in 2007 had de gemeente ruim 53 duizend inwoners.

## Geografie

### Bestuurlijke indeling
San Agustin is onderverdeeld in de volgende 23 barangays:
| - Bautista - Calaocan - Dabubu Grande - Dabubu Pequeño - Dappig - Laoag - Mapalad - Masaya Centro - Masaya Norte - Masaya Sur - Nemmatan - Palacian | - Panang - Quimalabasa Norte - Quimalabasa Sur - Rang-ay - Salay - San Antonio - Santo Niño - Santos - Sinaoangan Norte - Sinaoangan Sur - Virgoneza |

## Demografie
Roxas had bij de census van 2007 een inwoneraantal van 53.461 mensen. Dit zijn 4.532 mensen (9,3%) meer dan bij de vorige census van 2000. De gemiddelde jaarlijkse groei komt daarmee uit op 1,23%, hetgeen lager is dan het landelijk jaarlijks gemiddelde over deze periode (2,04%). Vergeleken met de census van 1995 is het aantal mensen met 8.274 (18,3%) toegenomen.

De bevolkingsdichtheid van Roxas was ten tijde van de laatste census, met 53.461 inwoners op 184,8 km², 289,3 mensen per km².